# این کافی است
این کافی است (انگلیسی: That's Adequate) فیلمی است که در سال ۱۹۸۹ منتشر شده.

## بازیگران
- تونی رندل
- جیمز کوکو
- جری استیلر
- ان میرا
- اینا بلین
- ایروین کوری
- چاک مک‌کان
- سوزان دی
- مورین مک‌کورمیک
- ریتا رودنر
- رابرت وان
- ریچارد لویس
- پیتر ریجرت
- بن استیلر
- رابرت داونی جونیور